# Irun
Irún (baszk nyelven Irun) egy spanyol város Baszkföldön, Gipuzkoa tartományban.
Baszkföld egyik legnagyobb városa. Mivel közvetlenül a francia határánál fekszik, így fontos kereskedelmi és logisztikai központ. A város folyója a Bidasoa (franciául: Bidassoa) határfolyó bal partján terül el, vele szemben a jobb parton Hendaye francia határváros fekszik. A városnak fejlett vasúti infrastruktúrája van, mivel itt találkoznak a francia SNCF normál nyomtávolságú 1 435 mm-es és a spanyol RENFE 1 668 milliméteres nyomtávú vonatai. A két határvároson áthaladnak az E5, E70 és E80 európai főútvonalak, ide érkezik a francia A63 autópálya (Autoroute de la Côte Basque), amely a spanyol AP-8 autópályában folytatódik.

## Nevezetességek
Irún közigazgatási területéhez tartozik a Bidasoa folyón fekvő Fácánok szigete (franciául: Île des Faisans, spanyolul: Isla de los Faisanes), itt írták alá 1659. november 7-én a pireneusi békeszerződést. A város nagy történelmi jelentőségű épülete az Arbelaiz-palota.
Irún legfőbb fesztiválja az Alarde, amelyet a félszigeti háború alkalmából rendeznek meg.

## Népesség
A település lakosságának változását az alábbi diagram mutatja:
| Lakosok száma | 56 625 | 58 899 | 60 261 | 60 951 | 61 006 | 61 195 | 61 608 | 62 401 | 62 933 | 63 656 |
|               | 2001   | 2004   | 2006   | 2009   | 2011   | 2014   | 2016   | 2019   | 2021   | 2024   |